# Aimé Leborne
Aimé Ambroise Simone Leborne (Brussel·les, Bèlgica, 1797 – París, França, 1866), fou un compositor de música francès.
Assolí el gran premi de Roma el 1820. Fill d'un actor i deixeble del Conservatori, després fou professor de solfeig del mateix centre i més tard també de composició, on tingué entre altres alumnes a Adolphe Deslandres, Auguste Savard i Jean-Henri Ravina.
També va ser bibliotecari en cap de l'Òpera i de la biblioteca de la capella reial.
Va escriure diverses òperes còmiques, entre elles: Les deux Figaros (1827), Le camp du Drap d'or (1828), en col·laboració amb Batton i Rifaut; La Violette (1828), Cinq ans d'entr'acte (1833), Lequel? (1838), etc.